# Principato vescovile di Liegi
Il Vescovato di Liegi era un antico stato ecclesiastico, con pieno diritto di voto al Reichstag nell'ambito del Sacro Romano Impero Germanico per circa otto secoli nel territorio dell'attuale Belgio centrale ed orientale.  Alla fine del XVIII secolo venne sconvolto da un violento rivolgimento politico interno, noto come Rivoluzione di Liegi, che preluse alla successiva annessione alla Francia rivoluzionaria, che lo accorpò ai nuovi dipartimenti già parte dei Paesi Bassi austriaci.  Tale stato di cose venne sancito dalla Pace di Lunéville, del febbraio 1801, dal Concordato firmato, lo stesso anno, da papa Pio VII e dalla secolarizzazione definitiva con la Reichsdeputationshauptschluss del 1803.

## Territorio
Il territorio del Principato si stendeva lungo la Mosa belga, con l'eccezione delle regioni di Namur, di Dinant sino al territorio della contea di Looz. In tal modo esso formava una enclave all'interno dei Paesi Bassi meridionali, separando il Ducato del Lussemburgo ed il Ducato di Limburgo, posti a sud, dal resto dei Paesi Bassi meridionali, a nord.
Ad esso erano egualmente legati il Ducato di Buglione e la Doppia Signoria di Maastricht, governata in condominio dal principe vescovo, prima con il Ducato del Brabante, poi (a partire dalla Guerra degli ottant'anni) con le Province Unite calviniste.
Il Principato comprendeva 23 Bonnes villes: Châtelet, Ciney, Couvin, Dinant, Fosses-la-Ville, Huy, Liegi, Thuin, Verviers, Visé, Waremme, Beringen, Bilzen, Bree, Hamont, Hasselt, Herk-la-Ville, Looz, Maaseik,  Peer, Saint-Trond, Stokkem, Tongres. Liegi era divisa in 15 quartieri.  V'erano poi diverse signorie allodiali.

## Storia

### Le origini della diocesi

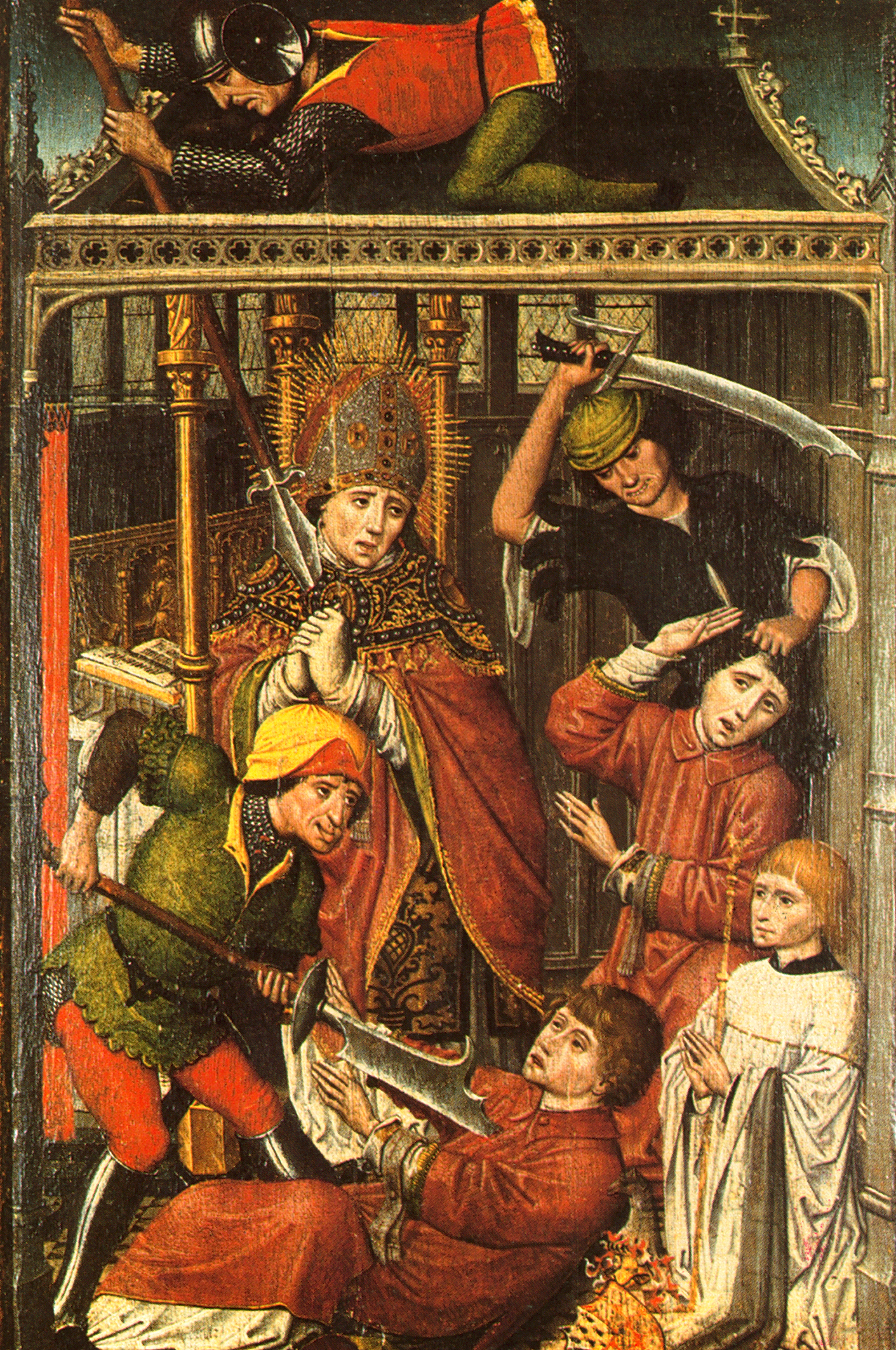
Il martirio di San Lamberto

Le origini della diocesi sono molto antiche: è la più antica del Belgio, fondata nel IV secolo da san Servazio che ne fissò le sedi a Tongres e a Maastricht.  Agli inizi dell'VIII secolo, Uberto di Liegi spostò la sede a Liegi, la città dove aveva subito il martirio il suo predecessore, Lamberto.

### Nascita del Principato vescovile
I domini della chiesa di Liegi andarono incrementandosi con le donazioni dei principi locali e delle acquisizioni dei suoi vescovi. Notgero (972–1008), per assicurare alla sua sede l'autorità feudale sulla Contea di Huy ottenne la propria proclamazione a Principe vescovo.  Ciò consentì ai suoi successori, pur con una giurisdizione temporale meno estesa di quella spirituale, di mantenere la propria indipendenza, pur nel quadro della lasca unità del Sacro Romano Impero.
Questa indipendenza virtuale fu dovuta in gran parte all'abilità dei vescovi della diocesi, sotto i quali il principato di Liegi, posto tra Francia e Germania, seppe giocare ruoli importanti nella politica internazionale tra i due stati. Una delle caratteristiche fondamentali del governo di Notgero fu lo sviluppo che riservò all'educazione (a seguito anche delle iniziative già prese da Eraclio): grazie a questi due vescovi ed a Wazo, Liegi riuscì a ricoprire un ruolo fondamentale non solo politicamente, ma anche per quanto riguarda la cultura generale e la letteratura, nello specifico. Balderico di Looz (1008–18), Wolbodo (1018–21), Durando (1021–25), Reginardo (1025–38), Nitardo (1038–42), il già citato Wazo, e Teoduino (1048–75) sostennero valorosamente l'eredità di Notgero. Le scuole riuscirono a formare valenti studenti, e diedero alla Chiesa cattolica papi come Stefano IX e Niccolò II.

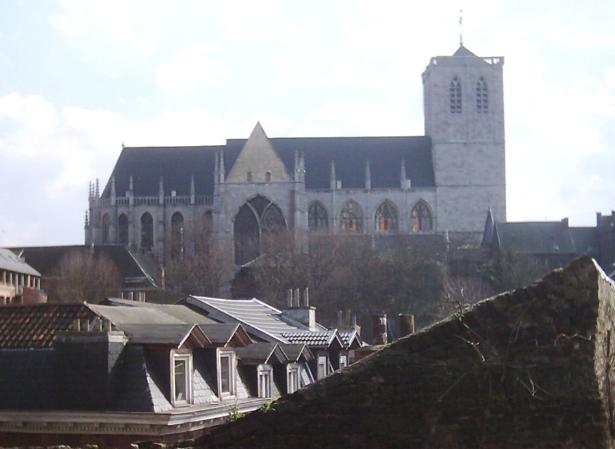
La costruzione della Chiesa di San Martino ebbe inizio nel 965 sotto la reggenza di Eraclio

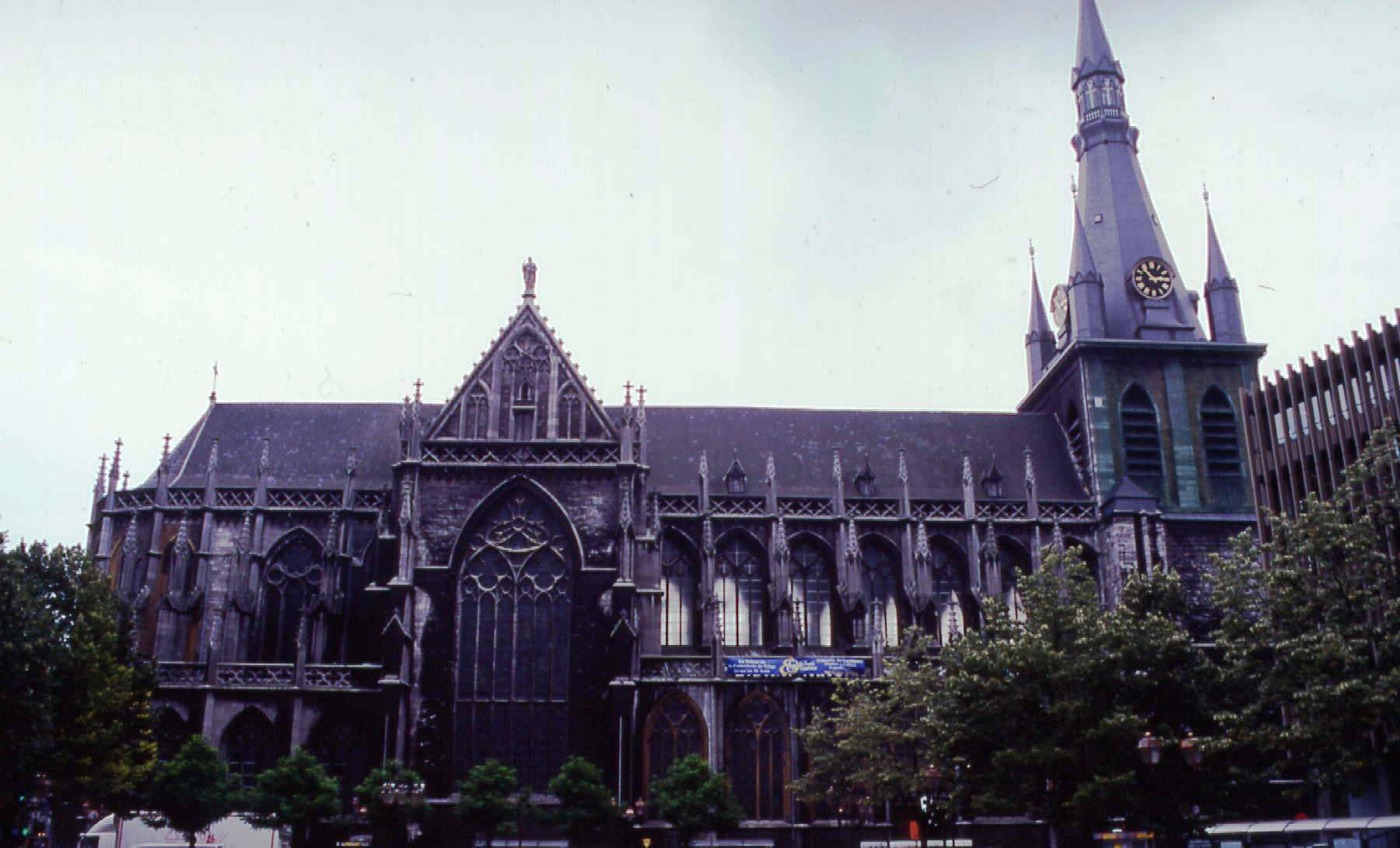
La cattedrale di san Paolo a Liegi fu la sede della cattedra vescovile sino al 1801

Sotto la reggenza di Enrico di Verdun (1075–91) venne istituito un tribunale (il cosiddetto tribunal de la paix) per prendere atto e correggere le "...chi infrangeva la legge di Dio". Otbert (1091–1119) estese il territorio del principato ottenendo la Signoria di Bouillon. Egli si pose inoltre sotto la protezione di Enrico IV di Franconia, che morì da lui assistito. Alessandro di Juliers (1128–34) ricevette a Liegi il Papa, l'Imperatore e San Bernardo. Un nuovo periodo di splendore culturale si ebbe quando le scuole di Liegi iniziarono la loro collaborazione con l'Università di Parigi, e la diocesi riuscì a fornire a quell'università molti dei suoi migliori dottori come, ad esempio, Guglielmo di Saint-Thierry, Gerardo di Liegi, Goffredo di Fontaines. Algero di Liegi (1055–1131), conosciuto anche col nome di Algero di Cluny o Algerus Magister, che fu un importante intellettuale del periodo.

### Definizione dei diritti delle città
Alberone I di Lovanio venne eletto vescovo di Liegi nel 1191, ma l'imperatore Enrico VI, con l'espediente che l'elezione era contestabile, diede la sede a Lotario di Hochstadt. L'elezione di Alberone venne confermata dal Papa, ed egli venne consacrato, ma venne assassinato a Reims, nel 1192, da tre cavalieri tedeschi. Il probabile mandante di questo gesto fu con tutta probabilità l'Imperatore, ma la vittima venne infine canonizzata. Nel 1195, Albert de Cuyck (1195–1200) riconobbe formalmente i diritti della popolazione di Liegi. Nel XII secolo, il capitolo della cattedrale assunse una posizione di fondamentale importanza nella relazione con il vescovo, e iniziò a giocare un ruolo importante nella storia del principato.

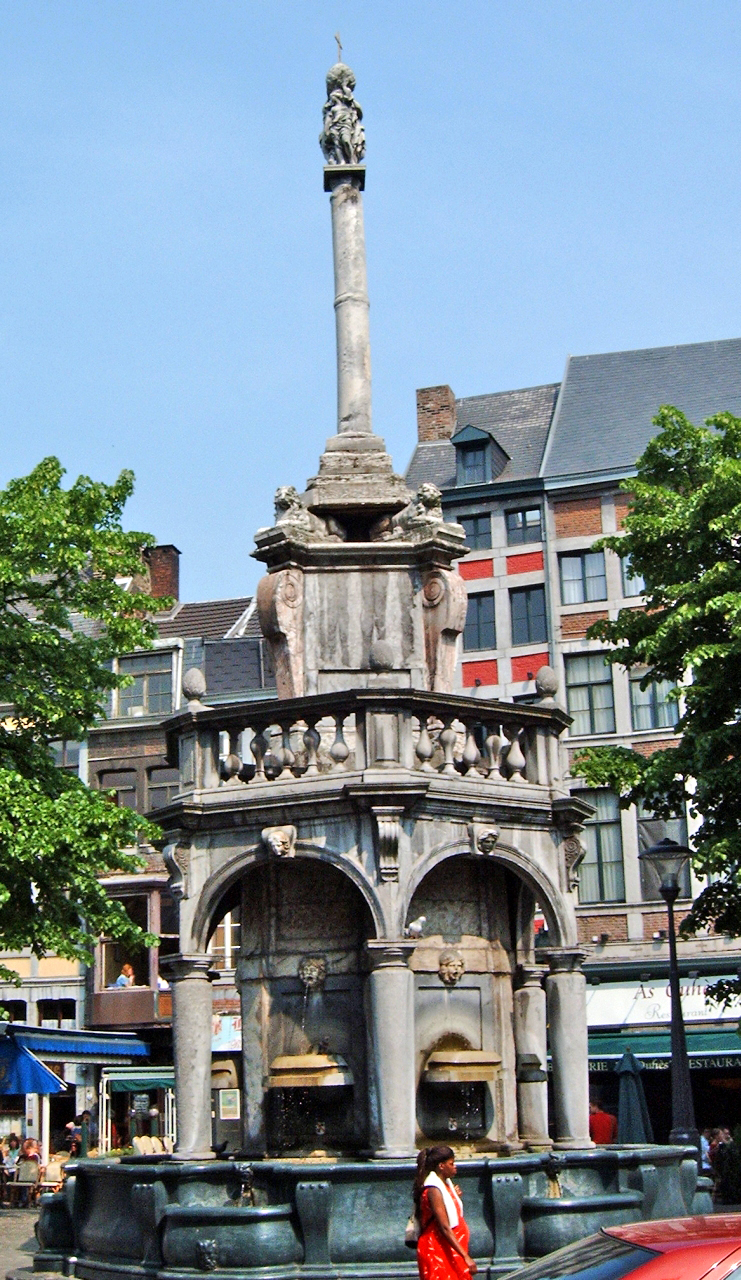
Il perron di Liegi, un simbolo rappresentante i diritti della città acquisiti dal Principe-Vescovo

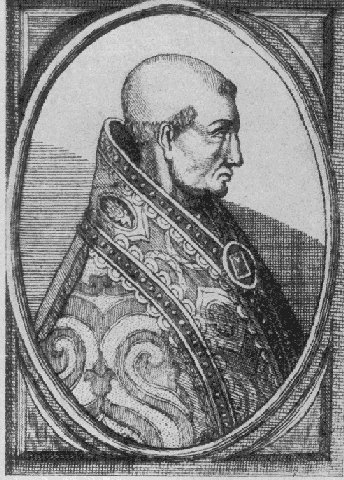
Papa Urbano IV

Gravi furono i contrasti tra nobili e popolo, nei quali il vescovo intervenne di frequente, tra XIII e XIV secolo, per culminare, nel secolo successivo, con la distruzione della città episcopale. Un altro arcidiacono di Liegi, divenne papa con il nome di Gregorio X, e depose l'indegno Enrico di Gheldria (1247–74). La Pace di Fexhe, siglata nel 1316, sotto la reggenza di Adolfo de la Marca (1313–44), regolò le relazioni tra i principi-vescovi e i loro sottoposti; ad ogni modo le discordie interne continuarono, e l'episcopato di Arnaldo di Hornes (1378–89) venne segnato dal trionfo del partito popolare. Nel 1366, la contea di Loon venne annessa al vescovato che includeva quindi gran parte dell'attuale provincia belga del Limburgo.

### L'egemonia borgognona
Dalla morte di Luigi II, conte delle Fiandre, nel 1384, i Paesi Bassi iniziarono la loro unificazione con i Paesi Bassi borgognoni. Anche se il principato rimase nominalmente indipendente, il Duca di Borgogna ebbe una sempre maggiore influenza sul governo del territorio della diocesi di Liegi. Luigi di Borbone (1438–82) venne posto sul trono di Liegi dalle macchinazioni politiche di Filippo il Buono. La Borgogna invase infine il principato. La distruzione di Dinant nel 1466, e di Liegi nel 1468, ad opera di Carlo il Temerario, segnarono la fine dell'ascesa democratica del principato.

### L'egemonia degli Asburgo di Spagna

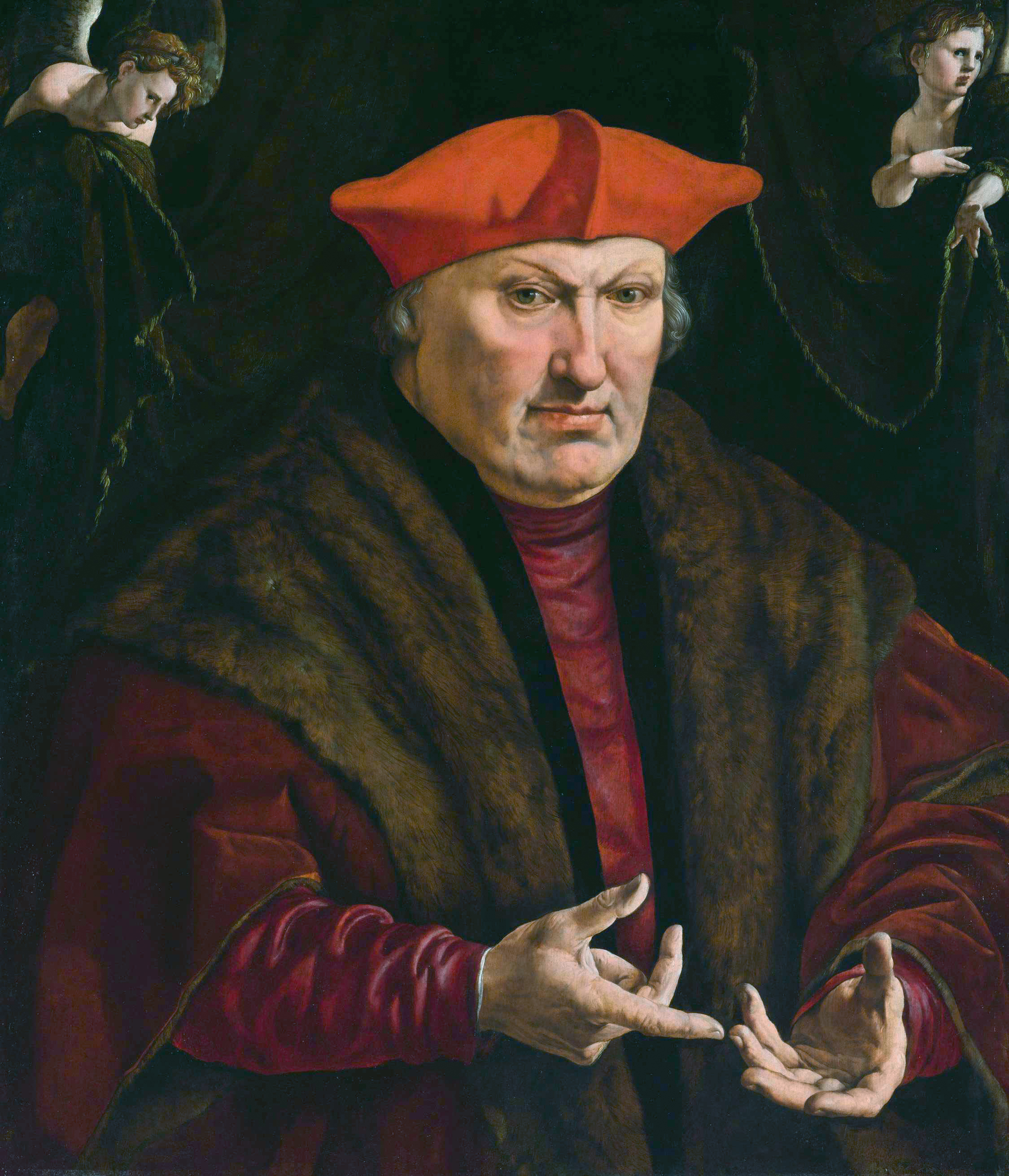
Ritratto di Eberhard von der Mark vescovo dal 1506 al 1538, opera di Jan Cornelisz Vermeyen (1500–59)

Carlo V completò in seguito l'unione delle Diciassette Province negli anni quaranta del XVI secolo, e formalmente controllò anche il principato. Si alleò con Eberhard von der Mark (1505–38) già reggente della sede episcopale. Erardo fu un illuminato protettore delle arti. Combatté decisamente la riforma protestante, linea che mantennero anche i suoi successori, e nella quale si distinse in particolar modo Gerardo di Groesbeeck (1564–80). Con l'obiettivo di assistere Liegi in questa battaglia, papa Paolo IV, con la bolla Super Universas (12 maggio 1559), riorganizzò le circoscrizioni ecclesiastiche dei Paesi Bassi. Questo cambiamento ebbe notevoli effetti a spese della diocesi di Liegi; molte delle sue parrocchie furono cedute a vantaggio dell'erezione delle diocesi di Roermond, di 's-Hertogenbosch e di Namur, e alcune porzioni del suo territorio furono comprese nell'arcidiocesi di Malines e nella diocesi di Anversa, entrambe di nuova erezione. Il numero di diaconati interni alla diocesi di Liegi venne ridotto a tredici.

### L'egemonia degli Asburgo d'Austria

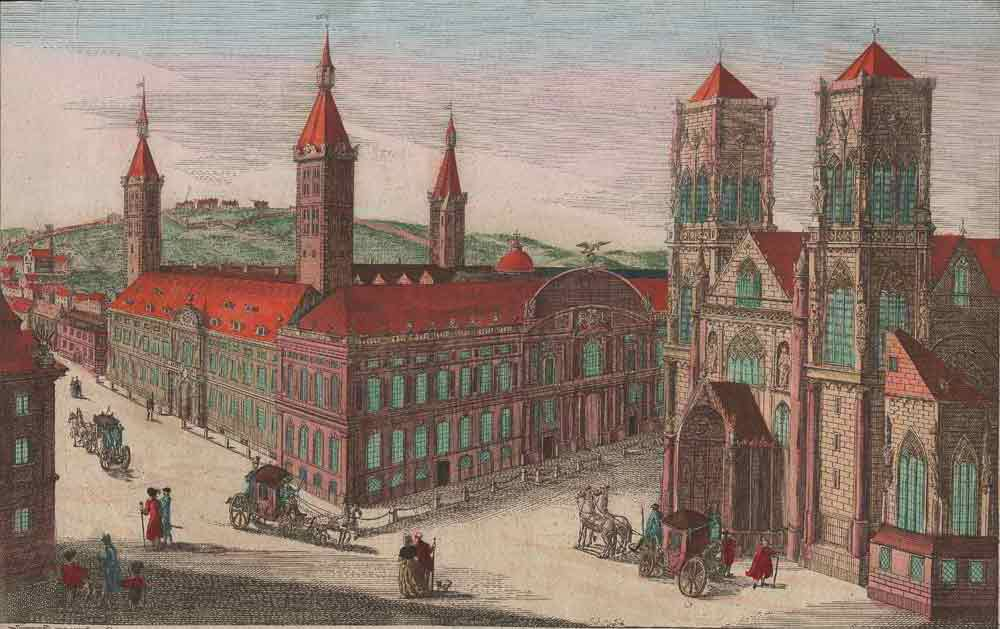
La Cattedrale di San Lamberto e il palazzo vescovile dopo le ristrutturazioni del XVIII secolo

Gran parte dei vescovi del XVIII secolo erano di origine straniera e molti possedevano diversi vescovati. Le loro frequenti assenze diedero libero sfogo ai feudi di Chiroux e Grignoux ai quali Massimiliano Enrico di Baviera (anche arcivescovo di Colonia, 1650–88) diede un freno con un editto del 1681. A metà del XVIII secolo le idee degli enciclopedisti francesi giunsero a Liegi; il vescovo de Velbruck (1772–84), incoraggiò la loro diffusione.

### Rivoluzione e cessazione del Principato
Il 18 agosto 1789, una violenta rivoluzione politico interna, noto col nome di Rivoluzione di Liegi, costrinse all'esilio il vescovo de Hoensbroech (1781–92). Al suo posto venne proclamata la Repubblica di Liegi, una delle repubbliche sorelle che si affiliarono alla Rivoluzione francese. Il vescovo con tutti i suoi poteri venne reinsediato, nel 1791, dagli eserciti dell'Imperatore Leopoldo II, giunti a reprimere la parallela Rivoluzione del Brabante.

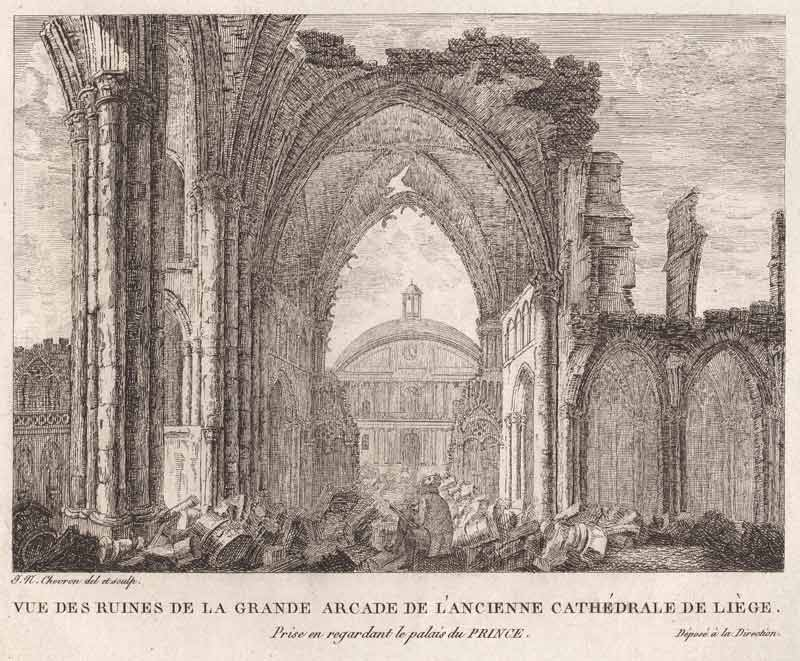
Le rovine della cattedrale di san Lamberto durante la sua distruzione

Tale reinsediamento, tuttavia, non fu duraturo, in quanto, questi stessi eserciti vennero, pochi anni più tardi, sconfitti da quelli della Francia rivoluzionaria, che annetté il principato e lo accorpò ai nuovi dipartimenti già parte dei Paesi Bassi austriaci. L'ultimo principe vescovo François-Antoine-Marie de Méan, nipote del predecessore, venne esiliato e si rifugiò in Germania. Il generale Dumouriez fece il proprio ingresso trionfale in Liegi il 28 novembre e al suo seguito rientrarono gli esuli fuggiti dal Principato a seguito della Rivoluzione di Liegi. Fu questo il momento in cui i giacobini di Liegi si resero responsabili dell'atto cui maggiormente è collegata la loro memoria: la distruzione della Cattedrale di San Lamberto. Un atto altamente simbolico che li collegò, anche idealmente, ai loro confratelli di Francia.
La fine del principato venne sancita dai tre trattati che seguirono ai trionfi napoleonici alla guerra della seconda coalizione: la Pace di Lunéville, del febbraio 1801, il Concordato firmato, lo stesso anno, da papa Pio VII e la secolarizzazione definitiva con la Reichsdeputationshauptschluss del 1803.
.

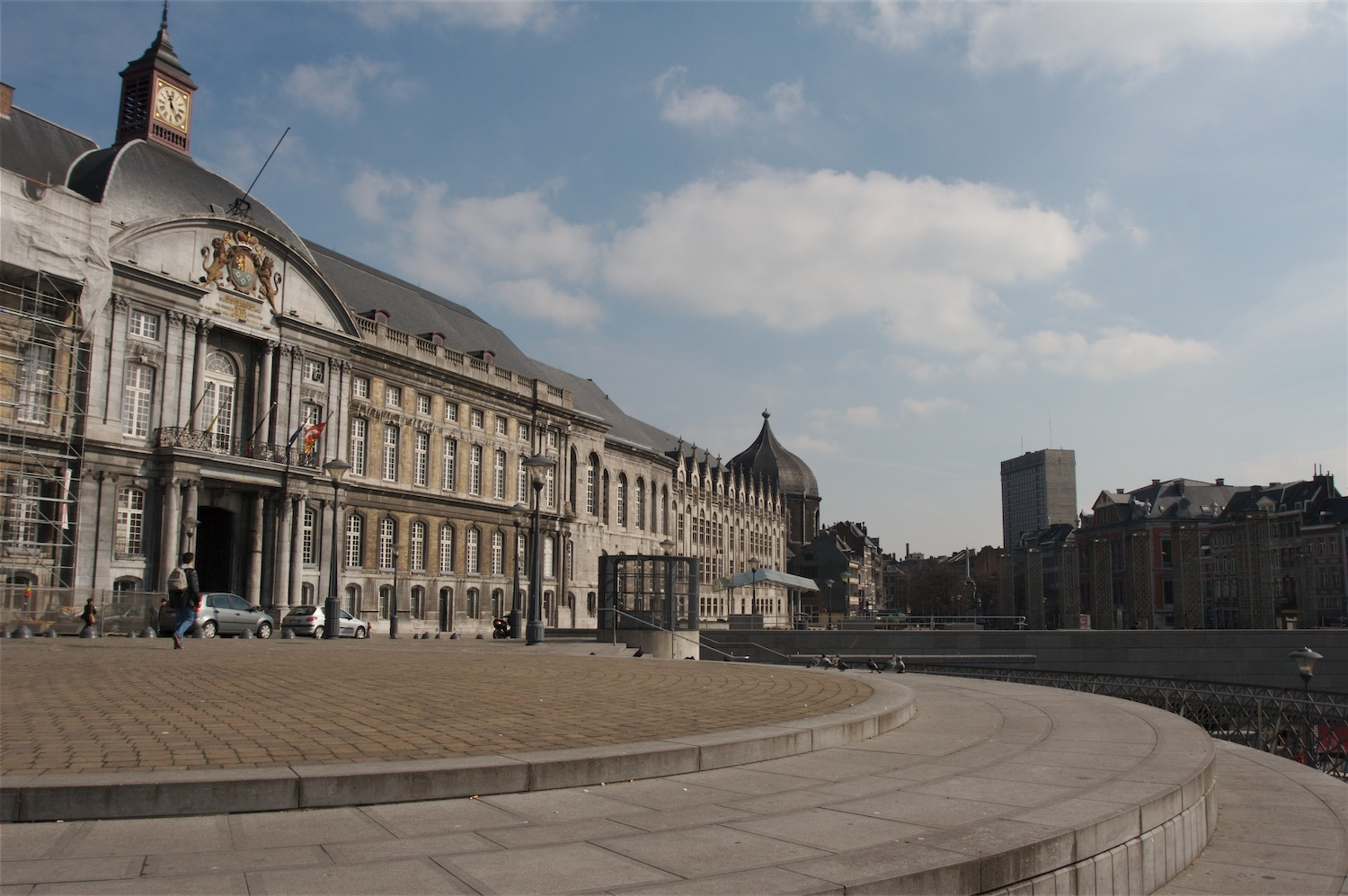
Il palazzo dei principi-vescovi di Liegi

L'ultimo principe-vescovo sovrano, il citato de Méan, si dimise formalmente solo al tempo del Concordato del 1801, tornò poi nel nuovo Regno Unito dei Paesi Bassi che aveva assorbito il territorio del suo ex principato con il Congresso di Vienna vedendosi riconosciuto il titolo e rango principesco dal nuovo sovrano Guglielmo I dei Paesi Bassi e diventando Primate della nazione come arcivescovo di Malines avendo poi un ruolo importante nella nascita del cattolicesimo liberale nella Chiesa belga e, indirettamente, del nuovo Regno del Belgio.